# Куляшов, Павел Фёдорович
Па́вел Фёдорович Куляшо́в (22 июня 1929, село Манчаж, Свердловская область — 16 мая 2005, Ижевск, Удмуртия) — русский писатель и публицист. Член Союза писателей СССР.

## Биография
Родился 22 июня 1929 года в селе Манчаж Свердловской области.
В годы Великой Отечественной войны оставил школу — работал учеником бондаря, клепальщиком, рабочим нефтеразведки, молотобойцем.
В 1949 году был призван в ряды Советской Армии, служил во Владивостоке.
В 1952 году в газете Тихоокеанского флота «Боевая вахта» опубликован первый рассказ П. Куляшова «Это не забывается».
После демобилизации в 1952 году Павел Куляшов приехал в Ижевск, работал в республиканской газете «Комсомолец Удмуртии».
С 1956 по 1959 годы Павел Куляшов — ответственный секретарь районной газеты в Киясово, затем заведующий отделом сельского хозяйства в газете «Ленинский путь» в Воткинске.
C 1959 по 1962 годы Павел Куляшов работал арматурщиком на строительстве Воткинской ГЭС и заочно учился в Уральском государственном университете, который окончил в 1962 году.
В 1966 году журнал «Молодая гвардия» опубликовал повесть Павла Куляшова «Камская оратория» о строительстве Воткинской гидростанции, затем последовала повесть «Медвежий угол» о далёком прошлом уральской деревни. В 1970 году в издательстве «Удмуртия», а потом в издательстве «Современник» (1972) вышла повесть «Солдатки».
С 1963 по 1974 годы Павел Фёдорович Куляшов редактировал газету «Камский строитель» в Чайковском, а в 1975 году снова переехал в Ижевск, где возглавил Бюро пропаганды художественной литературы при Союзе писателей Удмуртии. В 1979 году — заместитель председателя Союза писателей Удмуртии.
Член Союза писателей СССР с 1975 года, заслуженный работник культуры Удмуртии, член-корреспондент Ижевского филиала МСА.
Публиковался в газетах «Правда», «Комсомольская правда», «Известия»; в журналах «Молодая гвардия», «Современник», «Огонёк», «Луч»; в сборниках «Между Волгой и Уралом», «Край родниковый», «Современная уральская повесть» и др.
Произведения Павла Фёдоровича Куляшова выходили в издательствах «Удмуртия», «Современник» и «Советская Россия».
П. Ф. Куляшов избирался делегатом V съезда писателей РСФСР, был участником Дней литературы и искусства в Москве в апреле 1981 года.
В последние годы написал воспоминания о Геннадии Красильникове, Флоре Васильеве, Михаиле Петрове, Степане Широбокове.
Скончался 16 мая 2005 году в Ижевске.

## О творчестве
Стилевая особенность писательского почерка П. Куляшова — тяготение к документальности. Он не только досконально изучает жизненный материал, судьбы людей разных поколений, но и в основу сюжетного построения часто берёт подлинные биографии.
П. Ф. Куляшов — писатель разножанровый, за плечами которого немалый жизненный и художественный опыт, имеет все основания на серьёзное внимание со стороны читателя, критики и литературоведения.
— Зоя Богомолова «О творчестве П. Ф. Куляшова» 

### Основные сочинения
- «Ермак и Каин» (1989) сказка
- «Веленье Екатерины II» (1986) легенда
- «Две сестры» (без даты) сказка
- «Жена тридцатипятитысячника» (1957) пьеса
- «Седая молодость» (1980) пьеса
- «Журавушка» (1980) пьеса
- «Всегда впереди» (1960) очерк
- «Стройка начиналась так» (1964) очерк
- «Мечта Надежды» (1987) очерк
- «Скрытый айсберг» (1988) очерк
- «Рыцари, где вы?» (без даты) очерк
- «Это не забывается» (1952) рассказ
- «Ненависть» (1952) рассказ
- «Старый друг» (1955) рассказ
- «Незаконные Васята» (1988) рассказ
- «Мой друг Юрка» (1992) рассказ
- «Солдатские будни» (1956) повесть
- «Дорогой правды» (1956) повесть
- «Жить хочется» (1959) повесть
- «Камская оратория» (1960) повесть
- «Сержант запаса» (1960) повесть
- «Медвежий угол» (1960-е) повесть
- Трилогия из повестей: «Солдатки» (1970), «Трудный год»(1978), «Разбег»(1985)
- «Материнское сердце» (1972) повесть
- «Трудный год» (1976) роман
- «Сухолетье» (1979, 1980) повесть
- «Шалые люди» (1985—1989) роман
- «Многоженец» (1989) повесть
- «Легенды и были Прикамья» (1990) легенды, сказки
- «Было 12 разбойников» (1994) роман
- «Картофельный бунт» (1994) роман

### Книги
- Павел Куляшов Жена тридцатитысячника: Пьеса. — Ижевск. 1958.
- Павел Куляшов Медвежий угол; Камская ораторская: Повести / [Ил.: Э. Морозов]. — Ижевск : Удмуртия, 1968. — 152 с.: ил. — 30 000 экз.
- Павел Куляшов Солдатки: Повесть / [Ил.: Р. Л. Малышев]. — Ижевск: Удмуртия, 1970. — 146 с.: ил.
- Павел Куляшов Материнское сердце; Камская оратория. — Ижевск, 1972. — 207 с.
- Павел Куляшов Солдатки: Повесть. [Ил.: А. Бобров]. — М.: Современник, 1972. — 142 с. (Здравствуй, Москва! Первая книга в столице)
- Павел Куляшов Солдатки; Открой свое сердце : Повести / [Ил.: Э. Н. Морозов]. — Ижевск: Удмуртия, 1974. — 280 с. : ил.
- Павел Куляшов Повесть о землячке. — Ижевск, 1975. — 108 с. — В соавт. с А. Артамоновым.
- Павел Куляшов Трудный год: Роман / [Худож. А. Д. Кокорин]. — Ижевск : Удмуртия, 1978. — 252 с. : ил.
- Павел Куляшов Повести: Сухолетье; Медвежий угол; Материнское сердце / [Послесл. З. Богомоловой, с. 349—365 ; Худож. В. В. Рубцов]. — Ижевск: Удмуртия, 1979. — 366 с. : ил.
- Павел Куляшов Одиннадцать своих: [Докум. повесть о М. Д. Некрасовой] — М.: Совет. Россия, 1981. — 88 с. (Писатель и время)
- Павел Куляшов Вятские — мужички хватские: Повести. — Ижевск, 1982. — 256 с.: портр.
- Павел Куляшов В чужой шинели. — Ижевск, 1983. — 140 с. — В соавт. с А. Мерзляковым.
- Павел Куляшов Камские зори: Роман. Повесть. [Худож. А. Ф. Сергеев] — М.: Совет. Россия, 1983. — 349 с.: ил., 1 л. портр.
- Павел Куляшов Трудный год // Содерж.: Трудный год: Роман; Повести: Солдатки; Разбег — Устинов: Удмуртия, 1985. — 480 с.
- Павел Куляшов Повести. [Худож. А. П. Ерасов]. — М.: Совет. Россия, 1987. — 363,[2] с.: ил.
- Павел Куляшов Шалые люди: Роман, повести: [Медвежий угол: Повесть; Сухолетье: Повесть.] [Худож. В. А. Новосёлов]. — Ижевск: Удмуртия, 1989. — 480 с.: ил.; ISBN 5-7659-0115-8 (В пер.); — 30 000 экз.
- Павел Куляшов Многоженец : Повесть. Рассказы. (Издание за счёт средств автора). — Ижевск: Удмуртия, 1989. — 110,[2] с.; ISBN 5-7659-0016-8 (В пер.)
- Павел Куляшов Легенды и были Прикамья. (Издание за счёт средств автора). — Ижевск: Удмуртия, 1990. — 32 с. — 20 000 экз.
- Павел Куляшов Сто советов молодой хозяйке. — Чайковский, 1991. — 25 с.
- Павел Куляшов Было 12 разбойников : Роман — Ижевск: Удмуртия — 205,[2] с.: портр.; ISBN 5-7659-0453-X (В пер.)
- Павел Куляшов Картофельный бунт: Роман. — Ижевск, 1994. — 206 с.
- Павел Куляшов Повести. — Ижевск: Удмуртия, 1999. — 476 с.: ил., портр.; ISBN 5-7659-0796-2
- Павел Куляшов Шалые люди: Роман: Повести — Ижевск: Удмуртский университет, 2000. — 425 с.: ил. портр.; ISBN 5-7029-0131-2

### Журналы, сборники
- Это не забывается: Рассказ // Боевая вахта. — Владивосток. — 1952. — 2 февр.
- Солдатские будни: Повесть // Молот. — 1956. — № 3. — С. 37-53; № 4. — С. 37-54.
- Дорогой правды: Повесть // Mолот. — 1956. — № 10. — С. 29-44: № 11. — С. 29-40.
- Камская оратория: Повесть // Молодая гвардия. — 1966. — № 5. — С.5-39.
- Русская мать // Огонёк. — 1971. — № 10. — С. 8.
- Мать // Молодой человек. — Пермь. — 1972. — № 11.
- Мать // Наш современник. — 1972. — № 3. — С. 158—169.
- Повесть о землячке // Незабываемое. — Ижевск, 1980. — С. 101—192. — В соавт. с А. Артамоновым.
- Медвежий угол // Между Волгой и Уралом. — Казань, 1984. — С. 308—357.
- Материнское сердце // Край родниковый. — М.: Современник, 1984. — С. 270—297.
- Солдатки // Современная уральская повесть. Антология — Том 5. Свердловск, 1987. — С. 5-100. (Уральская библиотека)
- Мечта Надежды: Очерк // Время активных действий. — Ижевск, 1987. — С. 25-40.
- Незаконные Васята: Рассказ // Побратимы. — Ижевск, 1988. — С. 381—395.
- Мой друг Юрка: Рассказ // Луч. — 1992. — № 1. — С. 26-29.
- Деловой человек: Рассказ // Луч. — 1992. — № 9. — С. 32-37.
- Было 12 разбойников: Роман // Луч. — 1993. — № 5. — С. 2-38.
- Пушкинский локон: Рассказ // Луч. — 1994. — № 1. — С. 54-58.

## Память
- В 2009 году в Центральной муниципальной библиотеке Ижевска им. Н. А. Некрасова состоялся литературный вечер, организованный Союзом писателей Удмуртии, посвященный творчеству Павла Куляшова.
- 15 мая 2015 года в Чайковске в библиотеке-филиале № 2 в рамках многолетнего цикла мероприятий «Литературные мосты» состоялась встреча пермских и удмуртских писателей, посвящённая 50-летию выхода в свет первого романа Павла Кулешова «Камская оратория»[6].

## Интересные факты
- На встречах с читателями Павел Куляшов многие тексты своих прозаических произведений читал по памяти.
- По свидетельству библиотекарей, Павел Куляшов — один из самых читаемых русских прозаиков Удмуртской Республики[7].

## Награды
- Почётная грамота Президиума Верховного Совета УАССР
- Премия им. А. Гайдара
- Премия колхоза им. Ленина Селтинского района УАССР
- Заслуженный работник культуры УАССР